# СП Кайлунго
„Кайлунго“ (на италиански: Società Polisportiva Cailungo), е футболен клуб от едноименния град в  Сан Марино.

## История
Клубът е основан през 1974 година.
Домакинските си срещи играе на на стадион „Стадио Доманяно е Пиколо Маракана“, с капацитет от 1 000 места. 
Най-големият успех в шампионата на Сан Марино е второто им място през 2001/02. 
През 2002 година „Кайлунго“ играе на финал за Купата на Сан Марино и печели Суперкупата. 

## Успехи
- Шампионат на Сан Марино:
  -  Сребърен медал (1): 2001/02
  -  Бронзов медал (1): 2003/04
- Купа Титано (Купа на Сан Марино):  
  -  Финалист (1): 2002
- Суперкупа/Трофео Федерале: 
  -  Носител (1): 2002
  -  Финалист (1): 2004